# Chilumba
Chilumba est une ville du Malawi dans le district de Karonga, d'environ 5 000 habitants,.

## Emplacement
Chilumba est située sur la rive ouest du Lac Malawi, à l'extrémité sud du district de Karonga, dans la région Nord du Malawi. Elle est à environ 73 km par la route du chef-lieu du district, Karonga. Elle est située à 487 m d'altitude.

## Population
En 2011, sa population est estimée à 5 000 habitants.

## Aperçu
La partie du lac qui fait face à Chilumba est appelée baie de Chilumba.
La ville est le point le plus septentrional du trajet de l'Ilala (en), un bateau qui relie les principales villes au bord du lac,.
Au large, se trouvent les îles de Chirwa et de Chitande qui abritent une grande diversité de plantes, d'oiseaux et de poissons.